# Lioptilodes prometopa
Lioptilodes prometopa là một loài bướm đêm thuộc chi Lioptilodes, có ở Peru. Loài bướm này bay vào tháng 5, tháng 6 và tháng 12, và có sải cánh khoảng 27-30 milimét.